# واحد یاماس
واحد یاماس (عبری: יחידת המסתערבים‎) واحد تاکتیکی ضدتروریسم پلیس اسرائیل، تحت امر پلیس مرزبانی اسرائیل و زیرمجموعه پلیس امنیت و اطلاعات شاباک است، که در سال ۱۹۹۱ تأسیس شد.
این واحد عملیات مخفی و ویژه، مبارزه با تروریسم، جنگ نامنظم و احکام بازداشت و تفتیش پرخطر را انجام می‌دهد. این واحد با هماهنگی شین بت و نیروهای دفاعی اسرائیل فعالیت می‌کند. از لباس مبدل عربی برای نفوذ و انجام مأموریت در سرزمین‌های عربی استفاده می‌کند. تیم‌های تک‌تیرانداز این واحد جوایز متعددی را کسب کرده‌اند و از بهترین‌ها در اسرائیل محسوب می‌شوند.